# Marco Antonio Trejo
Marco Antonio Trejo León (* 8. Dezember 1958 in Mexiko-Stadt) ist ein ehemaliger mexikanischer Fußballspieler auf der Position eines Verteidigers und heutiger Fußballtrainer.

## Laufbahn
Trejo gehörte von 1978 bis 1986 zum Kader der Erstliga-Mannschaft seines „Heimatvereins“ Cruz Azul, mit dem er in den Spielzeiten 1978/79 und 1979/80 den Meistertitel gewann und 1980/81 noch einmal Vizemeister wurde.
1986 wechselte Trejo zu Atlas Guadalajara, bei dem er bis zur Saison 1991/92 unter Vertrag stand.
Im Anschluss an seine aktive Laufbahn schlug Trejo eine Laufbahn als Trainer ein. In der Saison 2003/04 war er als Cheftrainer für Cruz Azul Oaxaca, einem Farmteam seines ehemaligen Vereins Cruz Azul, im Einsatz. Anschließend betreute er für jeweils rund ein halbes Jahr die Huracanes de Colima und den Querétaro FC, bevor er während der gesamten Saison 2007/08 bei Atlético Mexiquense engagiert war. Im Anschluss daran hatte er ein längeres Engagement bei den Alacranes de Durango und seither nur noch diverse Kurzeinsätze bei verschiedenen Vereinen.

## Erfolge
- Mexikanischer Meister: 1979 und 1980